# Liste des députés au Corps législatif

Cette liste recense les personnes qui ont assuré un mandat de député au Corps législatif lors du Consulat et Premier Empire.
- Haut – A
- B
- C
- D
- E
- F
- G
- H
- I
- J
- K
- L
- M
- N
- O
- P
- Q
- R
- S
- T
- U
- V
- W
- X
- Y
- Z

## E
- Toussaint, Bernard Emeric-David
- Jean-Marie, Joseph Emmery
- Claude, Nicolas Emmery
- Jacques Engerran
- Mathurin, Etienne Enjubault
- René Eschassériaux
- Jean-Baptiste Estaque
- Louis, Marie d'Estourmel
- Pierre, François Eversdyck

## I
- Gustave Guillaume d'Imhoff

## J
- Claude, Louis Jacobé-Norois
- Jean, Frédéric Jacobi
- Nicolas, Dionis, Jacques Jacomet
- Jean, Jacques, Hippolyte Jacomin
- Jean-Baptiste Jacopin
- Antoine-Laurent Jacquier de Rosier
- François, Césaire, Jean, Joseph Jalabert
- Jacques, Gabriel Jan
- Laurent, Marie Janet
- Jean, Joseph, Joachim Janod
- Jean, Antoine Jaquet
- Guillaume, Auguste Jaubert
- Antoine, Pierre Jaubert
- Jean, François Jenisch
- Joseph, François Joubert-Bonnaire
- Yves, Claude Jourdain
- Jean-Baptiste Jourdan
- Barthélemy Jouvent
- Pierre, Joseph, Fleury Jubié
- Pierre Juéry
- Étienne Jumentier

## K
- Maximilien Xavier Képler
- Joseph Jean de Kersmaker
- Christophe Clair Daniel de Kervégan
- Clément Auguste de Ketteler
- Charles Gustave Knyphausen-Leers Von

## Q
- Jean-Charles Antoine Quartara
- Guillaume Queysen

## W
- Godefroy Waldner de Freunstein
- Jean-Baptiste Xavier Joseph Ghislain Wasseige (simple)
- Pieter Hieronymus Westreenen Van Themaat
- Guillaume Willems
- Jean Georges Othon Martin Victorin Zenturie Wilmar
- Frédéric Marie Dominique Michel Zaccaléoni

## Z
- Louis Zoepffel